# Eleonora di Roucy
Eleonora di Roucy (Francia, 24 febbraio 1535 – Condé-en-Brie, 23 luglio 1564) fu la figlia maggiore ed erede di Charles, signore (sire) di Roye e Muret, conte di Roucy. Sua madre Madeleine de Mailly, dame de Conti, era figlia di Louise de Montmorency e sorellastra dell'ammiraglio Coligny, di Francesco di Coligny-Andelot e del cardinale de Châtillon.

## Biografia
Eleonora fu la prima moglie di Luigi I di Borbone-Condé, che sposò il 22 giugno 1551 all'età di sedici anni; in quanto tale fu quindi la cognata di Antonio di Borbone-Vendôme, re consorte di Navarra, e zia acquisita di Enrico IV di Francia. I principi di Condé ebbero otto figli, dei quali solo due, Enrico e Francesco, ebbero discendenza.
Eleonora ereditò la Contea di Roucy attraverso il padre e la Signoria di Conti per via materna.
Durante la prima guerra civile francese, specialmente tra il 1560 ed il 1563, Eleonora e sua madre furono coinvolte in numerose importanti attività politiche in supporto del Principe di Condé. Mentre Luigi I si trovava prigioniero degli ultra-cattolici Guisa, la moglie e la suocera rinforzarono sistematicamente le sue alleanze con i principi protestanti tedeschi e con la regina Elisabetta I d'Inghilterra. Forte di questo sostegno, Eleonora trattò, per via epistolare e di persona, dei negoziati con la reggente, Caterina de' Medici; il risultato di questi scambi diplomatici fu la Pace d'Amboise ed il rilascio del marito.
Eleonora fu una sposa leale, una madre devota e, soprattutto, una fervente credente della fede protestante. Essa morì il 23 luglio 1564 e trascorse le sue ultime ore pregando e dando amorevoli ammonizioni ai famigliari.

## Discendenza
A Luigi I di Borbone-Condé Eleonora diede:
- Enrico, futuro principe di Condé, (1552 – 1588);
- Margherita (1556-?), morta giovanissima;
- Carlo, conte di Valéry (1557-1558);
- Francesco, principe di Conti, (1558 – 1614), sposato a Margherita di Lorena, figlia di Enrico, duca di Guisa e morto senza eredi;
- Luigi, conte di Anisy (1562-1563);
- Carlo II di Borbone (1562 – 1594), che diventerà arcivescovo di Rouen e cardinale
- Maddalena (1563-1563);
- Caterina (1564-?), morta giovanissima.

## Ascendenza
|                                               |                                        |                                                | Genitori                                   |  |  | Nonni |  |  | Bisnonni                          |  |  | Trisnonni                             |  |
|                                               |                                        |                                                |                                            |  |  |       |  |  | 8. Jean de Roye, signore di Muret |  |  | 16. Mathieu de Roye, signore di Muret |  |
|                                               |                                        |                                                |                                            |  |  |       |  |  | 8. Jean de Roye, signore di Muret |  |  | 16. Mathieu de Roye, signore di Muret |  |
|                                               |                                        | 17. Catherine de Montmorency, dama di Breteuil |                                            |  |  |       |  |  | 8. Jean de Roye, signore di Muret |  |  |                                       |  |
| 4. Antoine de Roye, signore de Roye           |                                        |                                                |                                            |  |  |       |  |  | 8. Jean de Roye, signore di Muret |  |  |                                       |  |
|                                               |                                        | 9. Marguerite du Bois des Querdes              | 18. Jean-François du Bois des Querdes      |  |  |       |  |  |                                   |  |  |                                       |  |
|                                               |                                        | 9. Marguerite du Bois des Querdes              | 18. Jean-François du Bois des Querdes      |  |  |       |  |  |                                   |  |  |                                       |  |
|                                               |                                        | 9. Marguerite du Bois des Querdes              | 19. Catherine de Caumesnil                 |  |  |       |  |  |                                   |  |  |                                       |  |
| 2. Charles de Roye, conte di Roucy            |                                        | 9. Marguerite du Bois des Querdes              |                                            |  |  |       |  |  |                                   |  |  |                                       |  |
|                                               |                                        | 10. Robert de Sarrebruck, conte di Roucy       | 20. Amé de Sarrebruck, signore di Commercy |  |  |       |  |  |                                   |  |  |                                       |  |
|                                               |                                        | 10. Robert de Sarrebruck, conte di Roucy       | 20. Amé de Sarrebruck, signore di Commercy |  |  |       |  |  |                                   |  |  |                                       |  |
|                                               |                                        | 10. Robert de Sarrebruck, conte di Roucy       | 21. Guillemette de Luxembourg              |  |  |       |  |  |                                   |  |  |                                       |  |
| 5. Catherine de Sarrebruck, contessa di Roucy |                                        | 10. Robert de Sarrebruck, conte di Roucy       |                                            |  |  |       |  |  |                                   |  |  |                                       |  |
|                                               |                                        | 11. Marie d'Amboise                            | 22. Charles d'Amboise, signore di Chaumont |  |  |       |  |  |                                   |  |  |                                       |  |
|                                               |                                        | 11. Marie d'Amboise                            | 22. Charles d'Amboise, signore di Chaumont |  |  |       |  |  |                                   |  |  |                                       |  |
|                                               |                                        | 11. Marie d'Amboise                            | 23. Catherine de Chauvigny, dama di Ravel  |  |  |       |  |  |                                   |  |  |                                       |  |
| 1. Éléonore de Roucy                          |                                        | 11. Marie d'Amboise                            |                                            |  |  |       |  |  |                                   |  |  |                                       |  |
|                                               | 12. Adrien de Mailly, signore di Conti | 24. Ferry de Mailly, signora di Conti          |                                            |  |  |       |  |  |                                   |  |  |                                       |  |
|                                               | 12. Adrien de Mailly, signore di Conti | 24. Ferry de Mailly, signora di Conti          |                                            |  |  |       |  |  |                                   |  |  |                                       |  |
|                                               | 12. Adrien de Mailly, signore di Conti | 25. Marie de Breban                            |                                            |  |  |       |  |  |                                   |  |  |                                       |  |
| 6. Ferry de Mailly, signore di Conti          | 12. Adrien de Mailly, signore di Conti |                                                |                                            |  |  |       |  |  |                                   |  |  |                                       |  |
|                                               |                                        | 13. Jeanne de Glymes                           | 26. Jean de Glymes, signora di Berghes     |  |  |       |  |  |                                   |  |  |                                       |  |
|                                               |                                        | 13. Jeanne de Glymes                           | 26. Jean de Glymes, signora di Berghes     |  |  |       |  |  |                                   |  |  |                                       |  |
|                                               |                                        | 13. Jeanne de Glymes                           | 27. Marguerite de Rouvroy de Saint-simon   |  |  |       |  |  |                                   |  |  |                                       |  |
| 3. Madeleine de Maillé, dame di Conti         |                                        | 13. Jeanne de Glymes                           |                                            |  |  |       |  |  |                                   |  |  |                                       |  |
|                                               |                                        | 14. Guillaume de Montmorency                   | 28. Jean II de Montmorency                 |  |  |       |  |  |                                   |  |  |                                       |  |
|                                               |                                        | 14. Guillaume de Montmorency                   | 28. Jean II de Montmorency                 |  |  |       |  |  |                                   |  |  |                                       |  |
|                                               |                                        | 14. Guillaume de Montmorency                   | 29. Marguerite d'Orgemont                  |  |  |       |  |  |                                   |  |  |                                       |  |
| 7. Louise de Montmorency                      |                                        | 14. Guillaume de Montmorency                   |                                            |  |  |       |  |  |                                   |  |  |                                       |  |
|                                               |                                        | 15. Anne Pot, dama de la Rochepot              | 30. Guy Pot, conte di Saint-Paul           |  |  |       |  |  |                                   |  |  |                                       |  |
|                                               |                                        | 15. Anne Pot, dama de la Rochepot              | 30. Guy Pot, conte di Saint-Paul           |  |  |       |  |  |                                   |  |  |                                       |  |
|                                               |                                        | 15. Anne Pot, dama de la Rochepot              | 31. Marie de Villiers de L'Isle-Adam       |  |  |       |  |  |                                   |  |  |                                       |  |
|                                               |                                        | 15. Anne Pot, dama de la Rochepot              |                                            |  |  |       |  |  |                                   |  |  |                                       |  |